# 慕容统
慕容统（4世纪—406年），十六国南燕政治人物。

## 生平
慕容统在慕容超时官至侍中，是慕容钟的亲信。慕容超把他过去的亲信公孙五楼当做心腹。405年，慕容超任命心腹公孙五楼为武卫将军，领屯骑校尉，内参政事。慕容钟不平，说：“黄犬之皮，恐怕终将要补狐裘了。”公孙五楼怀恨在心。406年，公孙五楼打算独揽朝政大权，在慕容超面前进谗言陷害北地王慕容钟。慕容德去世时，慕容法没有前来奔丧，慕容超派信使前去责备他，慕容法与慕容钟、段宏等人商议，准备反叛。慕容超征召慕容钟进京，慕容钟推病不来。慕容超便把侍中慕容统等人抓起来，杀掉。